# Distrito de Tournavista
El distrito de Tournavista es uno de los cinco que conforman la provincia de Puerto Inca, ubicada en el departamento de Huánuco en el centro del Perú. Limita por el Noroeste con las provincias de Padre Abad y Coronel Portillo; por el Noreste con el distrito de Honoria; por el Sureste con las provincias de Coronel Portillo y Atalaya (Ucayali); y, por el Suroeste con el distrito de Puerto Inca.
Desde el punto de vista jerárquico de la Iglesia católica forma parte de la diócesis de Huánuco, sufragánea de la arquidiócesis de Huancayo.

## Historia
El 14 de octubre de 1954, ingresa a Tournavista, la compañía LeTourneau, desembarca en Herrera (puerto del ciudadano Julio Armas). Los fines de la Compañía Le Tourneau, fueron de colonización y en compensación de obras públicas, que celebraron de una parte el Supremo Gobierno del Perú, presidido por el general Manuel A. Odria y de otra parte la compañía Le Tourneau, representada por los hermanos Roy y Robert Le Tourneau, misioneros evangélicos de la Iglesia Alianza Cristiana, con sede en EE. UU. y con suscripción, firmada por el ingeniero Ernesto Noriega Calmet, Director de Colonización y Bosques del Ministerio de Agricultura, AUTORIZADO el 3 de diciembre de 1953, por R.S. N°288 y el señor Roy Le Tourneau, en calidad de Vicepresidente y Gerente.
Durante la estadía de Le Tourneau, en 1960 se construyó el primer pabellón del Colegio Agropecuario, en aquel entonces privatizado pudiendo estudiar sus hijos y allegados, existía un Hospital en que atendían médicos y paramédicos franceses, portugueses, ingleses y norteamericanos y la presencia de una enfermera peruana encargada del programa de natalidad (control gestantes); para lo cual existía un seguro con vigencia desde el inicio de la gestación hasta un año después del nacimiento del bebé. Existía en aquel entonces un mejor estándar de vida y mejor solvencia económica de los trabajadores y habitantes ribereños del anterior Tournavista, es decir contaban con todos los beneficios igual como en las grandes urbes (supermarket, aeropuerto con servicio de vuelos internacionales diarios con promedio de 8 vuelos al día, comercializaban los lugareños sus productos al contado incluyendo las balsas de topa).
Fue creado por Ley N.º 23994 del 19 de noviembre de 1984, en el segundo gobierno del Presidente Fernando Belaúnde Terry.

### El auge ganadero

#### Comienzo del desequilibrio económico
La compañía Le Tourneau, contaba con 15 000 cabezas de ganado vacuno y era concesionario de 400 000 ha de terreno (entre pastos naturales, trabajados y monte alto) su producción era exportada y consistía en:
- Leche
- Queso
- Mantequilla natural
- Manjar blanco
- Carnes de bobino, cerdo y aves de primera calidad.

En 1968, se dio el golpe de Estado e ingresó al poder el general EP Juan Velasco Alvarado, el cual cambió de rumbo en la Reforma Administrativa Financiera, por lo que decidió NACIONALIZAR, todas las grandes fábricas, empresas y compañías que en aquel entonces los capitalistas eran extranjeros, dándoles un ultimátum de 48 horas, para abandonar el país aquellos que no estaban de acuerdo con la NUEVA REFORMA ECONÓMICA, dentro de ellos estaban Le Tourneau; y el 16 de septiembre de 1970, queda plasmado en el Ministerio de Agricultura, con la famosa Ley de Reforma Agraria, con el nombre de: CENTRO DE PRODUCCIONES DE VIENTRES, y el estado pone a este bien bajo la administración del doctor Carlos Hugo Velarde Dávalos y el ciudadano Ignacio López, bajo esta administración de los mencionados profesionales, el C.P.V. invierte una fuerte suma de dinero en apertura de nuevas áreas, pastos y ganado, hasta que pasa a EPSA (1973-1979), luego pasa a GASA en los años (1979-1986), para luego entre (1986-1989) de nuevo pase a C.P.V y finalmente desde 1989 queda como CEDEGA (Centro de Desarrollo Ganadero Tournavista).

## Geografía
Tiene una superficie de 2 043,32 km², está ubicado entre los paralelos 8° 27′ y 9° 2′, de latitud sur, y los meridianos 74° 40′ y 74° 51′ de longitud al oeste de Greenwich.
El Distrito se encuentra establecido en toda la parte norte de la capital provincial. La capital del pueblo de Tournavista (a 250 m. de altitud, en la margen izquierda del río Pachitea).

### Relieve
Su prominencia es poco accidentado y con colinas semi-elevadas cubiertas de pastosa vegetación.

### Hidrografía
En relación con su «Potamología», los ríos principales son: Pachitea, Pata, Aguamira, Shebonya, Macuya, Morocuya, Pacaya, San Alejandro, Santa Isabel, Súngarayacu o Súngaroyacu, Pozuzo.

### Clima
De acuerdo a su zona de vida, el distrito tiene bosque húmedo-Tropical (bh-T), por esta característica el clima es cálido y húmedo; con una temperatura media anual de 25 °C, con calor persistente durante las 24 horas del día y precipitaciones anuales que oscilan entre 1 000 y 5 000 mm.

## Capital
La capital es la ciudad de Tournavista.

## Autoridades

### Municipales
- 2019 - 2022[5]
  - Alcalde: Fredy Wilmer Zúñiga Anco, de Frente Popular Agrícola FIA del Perú - FREPAP.
  - Regidores:

  1. Ider Saturnino Lustre Cruz (Frente Popular Agrícola FIA del Perú - FREPAP)
  2. Ezequiel Gutiérrez Moriel (Frente Popular Agrícola FIA del Perú - FREPAP)
  3. Martha Liz Tapia Aliaga (Frente Popular Agrícola FIA del Perú - FREPAP)
  4. Rossemary Vicaña Cárdenas (Frente Popular Agrícola FIA del Perú - FREPAP)
  5. Omer Fasanando Torres (Restauración Nacional)

### Policiales
- Comisario:  PNP.

## Festividades
- Fiesta de San Juan.
- fiesta de aniversario de tournavista